# Trehøje, Mørke
Trehøje är en kulle i Danmark.   Den ligger i Syddjurs kommun i Region Mittjylland, i den centrala delen av landet, 150 km nordväst om Köpenhamn. Toppen på Trehøje är 104 meter över havet. Närmaste större samhälle är Hornslet, 4 km väster om Trehøje.